# Congreso de Anáhuac
El Congreso de Anáhuac, también llamado Congreso de Chilpancingo, fue convocado en Chilpancingo en la entonces Provincia de Tecpan, el 13 de septiembre de 1813 por José María Morelos y Pavón. Fue el primer congreso independiente que sustituyó a la Junta de Zitácuaro, declarando la independencia de la América Septentrional del trono español.
En este acontecimiento, Morelos dio lectura a un documento al que llamó Sentimientos de la Nación, en el que destaca la importancia de los derechos humanos y de la libertad. Esta carta se conoce como el primer antecedente de la Constitución Política de los Estados Unidos Mexicanos.
El Congreso abolió la esclavitud, estableció los derechos del pueblo, sin distinción de clases ni castas; ordenó el reparto de los latifundios (fincas que tuvieran más de dos leguas), y votó la declaración de Independencia. 
El 22 de octubre de 1814, en Apatzingán, el congreso ratificó el Decreto Constitucional para la Libertad de la América Mexicana, conocido también como la Constitución de Apatzingán.
Participaron en el Congreso:
- Ignacio López Rayón, diputado por la provincia de Nueva Galicia;
- José Sixto Verduzco, diputado por la provincia de Michoacán;
- José María Liceaga, diputado por la provincia de Guanajuato;
- Andrés Quintana Roo, diputado por la provincia de Puebla;
- Carlos María Bustamante, diputado por la provincia de México;
- José María de Cos, diputado por la provincia de Zacatecas;
- Cornelio Ortiz Zárate, diputado por la provincia de Tlaxcala;
- José María Murguía, diputado por la provincia de Oaxaca;
- José Manuel de Herrera, diputado por la provincia de Tecpan;
- Carlos Enríquez del Castillo, secretario.